# Lux (Alto Garona)
 Lux  es una población y comuna francesa, en la región de Mediodía-Pirineos, departamento de Alto Garona, en el distrito de Toulouse y cantón de Villefranche-de-Lauragais.

## Demografía
| 162 | 143 | 140 | 121 | 134 | 171 |
| Para los censos de 1962 a 1999 la población legal corresponde a la población sin duplicidades (Fuente: INSEE [Consultar]) |     |     |     |     |     |